# 황전초등학교 회덕분교
황전초등학교 회덕분교는 대한민국 전라남도 순천시에 있는 공립 초등학교이다.

## 학교 연혁
- 1960년 5월 22일: 개교
- 2025년 2월 28일: 폐교 및 황전초등학교 통폐합, 65년만에 폐교

## 참고 자료
- 황전초등학교회덕분교장 - 한국교육학술정보원 학교알리미